# 管吻刺魚
管吻刺魚為管吻魚科、管吻刺魚屬的唯一物種，屬輻鰭魚綱鱸形目鮋亞目魚類。

## 命名
本魚的屬名的字根（羅馬化：aulós）意為「笛」，「 」（羅馬化：rhŭ́nkhos）意為「吻」，以此形容此魚的嘴吻細長。
種小名拉丁語意為「黄色」，形容此魚體色泛黃褐色。

## 分布範圍
本魚為溫帶魚類，分布於北半球東太平洋，从美國阿拉斯加州矽地卡至墨西哥下加利福尼亞州 蓬塔班达沿岸，範圍從北緯59度至北緯14度、西經136度至西經83度。
本魚為海魚，底棲浮游，深度從0公尺到30公尺。

## 形態特徵
本魚為小型魚類，最大體長可逹18公分，體形細長，背鰭硬棘24-27枚、軟條9-10枚，臀鰭硬棘1枚、軟條9枚。棘狀背鰭由一列小棘構成，彼此不連接於鰭膜上；軟背鰭呈三角形，位於體後方；尾鰭小且細分叉；臀鰭的棘小而寬，整體形狀與軟背鰭相對應；胸鰭截形。
體色為淡褐色斑駁，自背部的橄欖綠至黃褐色不等；腹部為乳白色；鰓蓋與胸鰭之間有一塊明亮的銀色斑塊，延伸至喉部，上方有一道黑色條紋，經過眼部延伸至吻部；繁殖期雄魚吻部鮮紅，且具有發光吻部。

## 生態習性
本魚常見於海帶叢、海草床、岩區及沙質海底，常在水而附近成群出没，偶爾也會在離岸遠處集聚成群。本魚喜食甲殼類和幼魚。
本魚繁殖時會築巢，魚巢通常在海帶中。雄魚有領地意識併會守衛魚巢。

## 經濟利用
本魚為漁業經濟對象、水族館的觀賞魚。

## 分類

### 種系發生學
本科屬鱸形目鮋亞目刺魚總科，其演化位置如下：

|  | \| \| 刺魚科 Gasterosteidae \| \| \| \| \| \| 管吻魚科 Aulorhynchidae \| \| \| \| |
|  |                                                                                   |
|  | 裸玉筋魚科 Hypoptychidae                                                          |
|  |                                                                                   |
|  | 刺魚科 Gasterosteidae                                                             |
|  |                                                                                   |
|  | 管吻魚科 Aulorhynchidae                                                           |
|  |                                                                                   |

|  | 刺魚科 Gasterosteidae   |
|  |                         |
|  | 管吻魚科 Aulorhynchidae |
|  |                         |